# 메가맨 (1994년 애니메이션)
《메가맨》(Mega Man)은 일본 및 미국의 텔레비전 애니메이션이다. 캡콤 비디오 게임 시리즈 록맨를 시리즈화한 작품으로, 루비 스피어스 프로덕션 주도하에 프로덕션 리드와 오션 프로덕션과 공동으로 제작됐다. 1994년 9월 11일부터 1995년 12월 10일까지 두 시즌에 걸쳐 총 27편이 방영됐다.
게임 시리즈와 마찬가지로 Dr. 와일리의 세계정복을 저지하기 위해 Dr. 라이트가 제작한 로봇 록이 메가맨으로 변신해 싸움을 벌이는 내용을 다뤘다.